# Domácí zabijačka
Domácí zabijačka aneb Nebyl tady Bormann? je původní třetí hra Divadla Járy Cimrmana. Autorem hry je Jiří Šebánek, jako spoluautor je uváděn rovněž fiktivní český vynálezce, filosof a dramatik Jára Cimrman. Hra měla premiéru 7. února 1968 v Malostranské besedě v Praze. Když Šebánek následujícího roku divadelní soubor opustil, byla hra na jeho žádost stažena z repertoáru. Následně byla vyřazena i z kanonického seznamu „Cimrmanových her“, takže do jejich pořadí se zpravidla nepočítá. Od února 1968 do června 1969 bylo odehráno celkem 34 představení.
Podobně jako ostatní první hry Divadla Járy Cimrmana neměla ani hororová Domácí zabijačka přímou souvislost s Cimrmanem, byla přiznaně autorskou hrou Jiřího Šebánka, obdobně jako Akt byl od Zdeňka Svěráka a Vyšetřování ztráty třídní knihy dílem Ladislava Smoljaka. Svou hru, rovněž hororovou, tehdy napsal také Miloň Čepelka, ta ale nebyla nikdy realizována. Domácí zabijačka měla být psána na motivy Cimrmanova hororu „Nebyl tady Babinský?“
Ladislav Smoljak ani Zdeněk Svěrák Domácí zabijačku neměli v oblibě, což přispělo k tenzím a sporům uvnitř souboru, které nakonec po sezóně 1968/69 vedly k odchodu Šebánka, režisérky Philippové a několika dalších členů divadla. Hra se přestala uvádět a upadla v zapomnění, přednášky z úvodního semináře však byly použity v jiných představeních divadla.  

## Obsah
Podtitul hry je „toiletní horor“. Seminář se zabýval Cimrmanovými výboji v oblasti filozofie (teorie poznání), hudby, loutkářství, filmu a brannosti, a jeho součástí byla i satirická scénka „Hladovka“, která byla znovu uvedena na slavnostním představení k oslavám 30. výročí trvání Divadla Járy Cimrmana. Po stažení Domácí zabijačky byla většina jejích seminářů rozptýlena do jiných představení (Hospoda Na mýtince, Vyšetřování ztráty třídní knihy, Vražda v salonním coupé). 
Podobně jako původní verze všech tří prvních her, ani Domácí zabíjačka nebyla zasazena do „cimrmanovského“ prostředí sklonku Habsburské monarchie, obsahovala dokonce konkrétní postavu nacisty Martina Bormanna, zmíněného v podtitulu.
Miloň Čepelka se v rozhovoru zmiňuje, že „v Domácí zabíjačce hrál matku rodiny, podle vizáže trochu lehčího charakteru. Měl blonďatou paruku a prolamované černé punčochy.“ Šlo o první Čepelkovu hereckou roli, do té doby v divadle vystupoval jen jako moderátor seminářů.

### Hra
Scénu tvoří interiér kuchyně III. kategorie, odkud vedou jedny dveře na WC a druhé na chodbu. U stolu sedí nymfomanka Libuš, žárlivým manželem přivázaná za nohu, a přišívá k pohřebnímu věnci stuhy s nápisem „Sbohem pane Zvěřino“. V celém nájemním domě se ví, že se kolem potlouká válečný zločinec Bormann (v té době ještě reálně považovaný za nezvěstného), a každý by chtěl shrábnout vysokou odměnu za jeho dopadení, ať už živého, nebo mrtvého. Bormann se opravdu objeví, přičemž potřebuje nutně na WC, v čemž mu brání zejména Kryštof, který záchod neustále blokuje. Obyvatelé domu na Bormanna mezitím líčí různé pasti, např. domovní důvěrník rozdá do všech partají jed apod., a nakonec se takto všichni omylem pozabíjejí navzájem. Do samého konce přežije pouze stářím umírající soused Zvěřina, který se leže na žehlicím prkně naposled vztyčí a věncem s nápisem „Na shledanou, pacholci!“ vítězně zamává publiku.

## Obsazení
| Role                    | Role      | Herci                                    |
| Úvodní seminář          | Hra       | Herci                                    |
| ----------------------- | --------- | ---------------------------------------- |
| obsazení se nedochovalo | Libuš     | Miloň Čepelka                            |
| obsazení se nedochovalo | Servít    | Ladislav Smoljak / Josef Podaný          |
| obsazení se nedochovalo | Hynek     | Zdeněk Svěrák                            |
| obsazení se nedochovalo | Kryštof   | Milan Papírník / Petr Brukner / Vít Mach |
| obsazení se nedochovalo | Zvěřina   | Karel Velebný / Jiří Šebánek             |
| obsazení se nedochovalo | Bormann   | Oldřich Unger                            |
| obsazení se nedochovalo | farář     | Petr Čada / Ivan Štědrý                  |
| obsazení se nedochovalo | Zvěřinová | Jiří Stivín / Jaroslav Vozáb             |

V Domácí zabijačce, která měla i na pozdější cimrmanovské poměry mimořádně velký počet postav, dostali své první role mj. Miloň Čepelka, Petr Brukner a Jaroslav Vozáb, budoucí stálice hereckého souboru.

## Vydání a zpracování
V roce 2013 vyšel text hry v bibliofilském vydání v edici Napjatý náhrdelník. Pro omezené množství výtisků zůstal velmi vzácným.
V únoru 2025 se na portále YouTube objevila asi 37 minut dlouhá nahrávka (vložená účtem @DOMÁCÍZABIJAČKA) vytvořená s použitím umělé inteligence, která načetla text pomocí hlasů napodobujících tehdejší cimrmanovské herce. Obsazení skoro přesně odpovídalo realitě: „Čepelka“ (Libuš), „Smoljak“ (Servít), „Svěrák“ (Hynek), „Brukner“ (Kryštof), „Unger“ (Bormann), „Šebánek“ (Zvěřina), „Vozáb“ (Zvěřinová), „Velebný“ (farář). Úvodní komentář načetl hlas napodobující Jaroslava Weigela (byť ten v době uvádění této hry členem divadla ještě nebyl). Iluze je dokreslena umělým smíchem a ruchy.